# Ivana Caldato
Ivana Caldato (Treviso, 4 dicembre 1961) è un'ex cestista italiana.

## Carriera
Con l'Italia ha disputato tre edizioni dei Campionati europei (1980, 1981, 1983).